# Alte Burg (Demmingen)
Die Alte Burg ist eine abgegangene Höhenburg auf einem fast kreisrunden Bergkegel bei 515 m ü. NN südwestlich des Ortsteils Demmingen der Gemeinde Dischingen im Landkreis Heidenheim in Baden-Württemberg.
Die Burg wurde im 13. Jahrhundert von den Grafen von Dillingen erbaut, kam später an die Herren von Hürnheim und dann an die Grafen Fugger. Die Burg war vor 1551 zerstört und wurde zwischen 1570 und 1572 abgebrochen.
Die Burganlage verfügte über einen 6,6 mal 10,3 Meter großen Wohnturm mit einer Mauerstärke von 1,72 Metern.